# Boulevard Montmartre, matin d'hiver
Boulevard Montmartre, matin d'hiver (ou Le Boulevard Montmartre un matin d'hiver) est une peinture de Camille Pissarro de 1897. Elle date d'une époque où le peintre s'était déjà éloigné de l'impressionnisme et des techniques picturales pointillistes.

## Histoire
En février 1897, Pissarro a pris une chambre d'hôtel à l'angle du boulevard des Italiens et de la rue Drouot, à l'invitation de son galériste Paul Durand-Ruel, afin de produire une série de peintures du boulevard Montmartre à différents moments de la journée. Pissarro a écrit à son fils Lucien qu'il pensait que son galeriste et marchand d'art Paul Durand-Ruel pourrait être intéressé par une série de paysages urbains parisiens, d'autant plus que la série de peintures de Claude Monet des Meules de foin s'est bien vendue. L'œuvre fait donc partie d'une série de 14 toiles montrant le boulevard à différentes saisons et sous différentes lumières. Aujourd'hui, le tableau fait partie de la collection du Metropolitan Museum of Art de New York, qui l'a reçu en 1960 en cadeau de la collectionneuse d'art Katrin S. Vietor en mémoire de son mari Ernest G. Vietor.

## Description
La peinture a pour dimensions 64,8 × 81,3 cm. Exécutée en peinture à l'huile sur toile l'œuvre est signée et datée en bas à gauche : C. Pissarro. 97. La toile montre le boulevard dans une composition en perspective avec un point de fuite dans le tiers supérieur gauche. Le tracé de la rue décrit une légère courbe vers la gauche. De nombreux personnages, calèches et omnibus peuplent le paysage hivernal de la ville. Les rangées de fenêtres dans les éléments de façade uniformes, les  trottoirs  meublés de colonnes Morris et de  piliers publicitaires et les réverbères disposés au milieu donnent un aperçu en perspective lointaine de la parfaite métropole urbaine de l'époque du point de vue du peintre. Un ciel gris clair légèrement nuageux baigne le paysage urbain d'une lumière vive et diffuse.